# UFC Fight Night: Lineker vs. Dodson
UFC Fight Night: Lineker vs. Dodson (também conhecido como UFC Fight Night: 96) será um evento de artes marciais mistas promovido pelo Ultimate Fighting Championship ocorrerá 1 de outubro de 2016, no Moda Center, em Portland, Oregon, no Estados Unidos.

## Background
O evento será o segundo que a organização já hospedou em Portland, com o primeiro sendo o UFC 102, em agosto de 2009.
O evento está previsto para ser encabeçado por uma luta com dois nocauteadores, entre John Lineker e o duas vezes ex-desafiante ao Cinturão Peso Mosca do UFC e vencedor do The Ultimate Fighter: Team Bisping vs. Team Miller no peso-galo, John Dodson.
Em 9 de setembro, dois lutadores foram retirados de suas lutas: Brian Ortega e Bobby Green eram esperados para enfrentar Hacran Dias e Joshua Burkman, respectivamente. Ortega foi substituído por Andre Fili, enquanto Green foi substituído pelo recém-chegado na promoção, Zak Ottow.
Sergio Pettis foi programado para enfrentar Louis Smolka no evento. No entanto, Pettis foi retirado da luta em 22 de setembro. Seu treinador descreveu o motivo como "uma pequena lesão". Smolka permanecerá no card e enfrentará Brandon Moreno.
No momento da pesagem, três lutadores (John Lineker, Alex Oliveira e Hacran Dias) não bateram o limite de peso necessário para as suas respectivas lutas. Como resultado, todos os três lutadores foram multados em 20% de sua bolsa na luta, que foi para os seus adversários.

## Bônus da Noite
- Luta da Noite: Não houve lutas premiadas.
- Performance da Noite:  Brandon Moreno,  Henrique da Silva,  Nate Marquardt e  Curtis Blaydes